# Liste der Klassischen Philologen an der Universität Hamburg
Die Liste der klassischen Philologen an der Universität Hamburg zählt namhafte Hochschullehrer auf, die an der Universität Hamburg wirkten und wirken. Das schließt alle relevanten Vertreter vom Lehrbeauftragten bis zum Professor ein.

## Überblick
Bei der Gründung der Universität Hamburg im Frühjahr 1919 wurden zwei ordentliche Professuren für das Fach Klassische Philologie eingerichtet, deren Vertreter jeweils schwerpunktmäßig Latinisten oder Gräzisten waren. Die ersten Inhaber, Otto Plasberg und Karl Reinhardt, wirkten nur wenige Jahre in Hamburg. Langjähriger Inhaber des gräzistischen Lehrstuhls war Ernst Kapp (ab 1927), der 1937 aus politischen Gründen entlassen wurde und emigrierte. Seine Stelle wurde mit dem regimekonformen Ulrich Knoche neu besetzt, der 1945 seines Amtes enthoben wurde. Kapp erhielt seine Stelle nicht zurück und wurde erst 1948 als Emeritus in seine alten Rechte eingesetzt. Knoche wurde 1950 wieder als Professor eingesetzt und lehrte bis zu seinem Tod in Hamburg (1968).
Den Lehrstuhl für Latinistik hatte von 1931 bis 1959 Bruno Snell inne; nach Kapps Fortgang widmete er sich schwerpunktmäßig der Gräzistik. Er hielt während der Zeit des Nationalsozialismus Distanz zu den Machthabern und ermöglichte auch anderen regimekritischen Dozenten und Studenten berufliches Fortkommen. In den letzten Monaten des Zweiten Weltkriegs trieb Snell die Gründung des Forschungszentrums Thesaurus Linguae Graecae voran, an dem in der zweiten Hälfte des 20. Jahrhunderts zwei Großprojekte der gräzistischen Grundlagenforschung abgeschlossen wurden: Das Lexikon des frühgriechischen Epos (erschienen 1955–2010) und das Hippokrates-Lexikon, das den Index Hippocraticus produzierte (erschienen 1986–1989 und 1999–2006).
In den 60er und 70er Jahren nahm die Studentenzahl am Institut für Klassische Philologie zu, so dass zwei zusätzliche ordentliche Professuren eingerichtet wurden (Hans Joachim Mette und Joseph-Hans Kühn) und mehrere Dozenten zu Professoren ernannt wurden: Gerda Knebel, Ulrich Fleischer (beide 1971), Bernd Seidensticker (1980), Widu-Wolfgang Ehlers (1981), Volkmar Schmidt und Klaus Alpers (beide 1984) und Wilt Aden Schröder (1985).
Die ordentliche Professur von Ulrich Knoche (die Planstelle für Latinistik) wurde 1971 mit Otto Zwierlein besetzt. Nachdem dieser 1979 nach Bonn wechselte, blieb die Stelle unbesetzt. Bruno Snells Nachfolger waren die Gräzisten Hartmut Erbse (1960–1965), Winfried Bühler (1967–1991) und Dieter Harlfinger (1990–2005). Harlfinger begründete das Teuchos – Zentrum für Handschriften- und Textforschung, das elektronische Datenverarbeitung für die philologische Grundlagenforschung erstellt. Seit 2007 leitet Harlfinger das Zentrum gemeinsam mit seinem Lehrstuhlnachfolger und Schüler Christian Brockmann.
Die Planstelle von Hans Joachim Mette wurde 1976 mit dem Latinisten Walther Ludwig neu besetzt, der 1994 emeritiert wurde. 1999 wurde Dorothee Gall seine Nachfolgerin, die 2005 Zwierleins Nachfolge in Bonn antrat. Seit 2009 hat Claudia Schindler diese Stelle inne.
Begründer der Byzantinistik in Hamburg war Stamatis Karatzas, der als außerplanmäßiger Professor byzantinische Literatur und Sprache lehrte. Seit 1978 ist die Byzantinistik und Neogräzistik durch eine feste Professur vertreten, deren erste Inhaber Athanasios Kambylis (1979–1993) und Hans Eideneier (1994–2002) waren. Seit 2004 ist Ulrich Moennig Professor der Byzantinischen und Neugriechischen Philologie. Die Mittellateinische Philologie wird von Klaus Lennartz vertreten, die ebenfalls am Institut angesiedelte Indogermanistik von Johan Corthals (bis 2014). Wegen seines breiten Spektrums, das seit den 70er Jahren von der Antike (Latinistik, Gräzistik) über das Mittelalter (Mittellatein, Byzantinistik) bis in die Neuzeit (Neulatein, Neogräzistik) reicht, trägt das Institut die Bezeichnung Institut für Griechische und Lateinische Philologie, nicht mehr Seminar für Klassische Philologie.

## Liste der Klassischen Philologen
Angegeben ist in der ersten Spalte der Name der Person und ihre Lebensdaten, in der zweiten Spalte der Eintritt in die Universität, in der dritten Spalte das Ausscheiden. Spalte vier nennt die höchste an der Universität Hamburg erreichte Position. An anderen Universitäten kann der entsprechende Dozent eine noch weitergehende wissenschaftliche Karriere gemacht haben. Die nächste Spalte nennt Besonderheiten, den Werdegang oder andere Angaben in Bezug auf die Universität oder das Seminar. In der letzten Spalte stehen Bilder der Dozenten.
| Wissenschaftler                    | von  | bis  | Funktionen                    | Bemerkungen | Bild |
| ---------------------------------- | ---- | ---- | ----------------------------- | --- | ---- |
| Otto Plasberg (1869–1924)          | 1919 | 1924 | Ordinarius                    | Gründungsprofessor für Latinistik, Spezialist zum philosophischen Werk Ciceros und Herausgeber von kritischen Editionen |      |
| Karl Reinhardt (1886–1958)         | 1919 | 1923 | Ordinarius                    | Gründungsprofessor für Gräzistik, Parmenides- und Poseidonios-Forscher; wechselte nach Leipzig, später nach Frankfurt am Main |      |
| Wilhelm Capelle (1871–1961)        | 1920 | 1938 | Honorarprofessor              | Privatdozent, 1926 Honorarprofessor; Übersetzer verschiedener lateinischer und griechischer Autoren |      |
| Rudolf Pfeiffer (1889–1979)        | 1923 | 1927 | Ordinarius                    | Nachfolger Reinhardts, forschte damals besonders zur griechischen Poesie (Kallimachos); wechselte nach Freiburg, später nach München |      |
| Friedrich Klingner (1894–1968)     | 1925 | 1930 | Ordinarius                    | Nachfolger Plasbergs, Friedländer-Schüler; wechselte nach Leipzig, später nach München |      |
| Ernst Kapp (1888–1978)             | 1927 | 1937 | Ordinarius                    | Nachfolger Pfeiffers, Spezialist für die Philosophie des Aristoteles; aufgrund des Beamtengesetzes 1937 in den Ruhestand versetzt; wanderte über England in die USA aus; lehrte von 1955 bis 1959 als Emeritus in Hamburg |      |
| Kurt von Fritz (1900–1985)         | 1931 | 1933 | Assistent                     | Spezialist für die griechische Philosophie und Historiographie; wechselte als außerordentlicher Professor nach Rostock, wo er 1935 entlassen wurde; ging über England in die USA und kehrte 1954 nach Deutschland zurück |      |
| Bruno Snell (1896–1986)            | 1931 | 1959 | Ordinarius                    | Nachfolger Klingners, Gräzist; forschte zur griechischen Epik, Philosophie, Dramatik und Metrik; Begründer der Forschungsstelle Thesaurus Linguae Graecae, Mitbegründer der Joachim-Jungius-Gesellschaft der Wissenschaften und der Mommsen-Gesellschaft                                                                             |      |
| Hans Diller (1905–1977)            | 1933 | 1938 | Assistent                     | Hippokrates-Forscher; wechselte als außerordentlicher Professor an die Universität Rostock, später als Ordinarius nach Kiel |      |
| Wolf-Hartmut Friedrich (1907–2000) | 1938 | 1948 | Privatdozent                  | Lukan-Forscher; 1941–1946 Kriegsdienst und Gefangenschaft; wechselte 1948 als Lehrstuhlinhaber nach Göttingen |      |
| Friedrich Mehmel (1910–1951)       | 1938 | 1940 | Assistent                     | Epen-Forscher (Apollonios von Rhodos, Vergil, Valerius Flaccus), wurde 1939 zum Kriegsdienst einberufen; 1945 Ordinarius in Münster |      |
| Ulrich Knoche (1902–1968)          | 1939 | 1968 | Ordinarius                    | Nachfolger Kapps, Mitglied verschiedener NS-Organisationen; forschte besonders zur Textkritik der lateinischen Satiriker (Juvenal), zum römischen Ruhmesbegriff und zu Senecas Freundschaftskonzept; 1941–1945 Kriegsdienst, 1945 entlassen, 1947–1950 Gastprofessor in Köln; 1950 in Hamburg als Lehrstuhlinhaber wieder eingesetzt |      |
| Wolfgang Schmid (1913–1980)        | 1942 | 1944 | Assistent                     | Papyrus- und Patristikforscher, Spezialist für Epikur und Lukrez; 1943 erneut zum Kriegsdienst einberufen; ging anschließend nach Köln |      |
| Ernst Siegmann (1915–1981)         | 1943 | 1948 | Assistent                     | Sophokles-Forscher, Schüler von Bruno Snell; wechselte 1948 nach Heidelberg, 1960 als Ordinarius nach Würzburg |      |
| Ulrich Fleischer (1910–1978)       | 1945 | 1978 | Professor                     | Mitarbeiter am Thesaurus Linguae Graecae; hielt lateinische Lehrveranstaltungen ab, seit 1971 mit dem Titel Professor |      |
| Ernst Zinn (1910–1990)             | 1946 | 1951 | außerplanmäßiger Professor    | damals Horaz-Forscher; Privatdozent, 1950 apl. Prof.; wechselte nach Saarbrücken, 1956 nach Tübingen |      |
| Andreas Thierfelder (1903–1986)    | 1948 | 1950 | Lehrbeauftragter              | Mitarbeiter am Thesaurus Linguae Graecae, Spezialist für die griechische und römische Komödie; wechselte 1950 als Ordinarius nach Mainz |      |
| Hartmut Erbse (1915–2004)          | 1948 | 1965 | Ordinarius                    | Snell-Schüler, 1948 habilitiert und Dozent in Hamburg, 1954 außerplanmäßiger Professor, 1960 Ordinarius (Nachfolger Snells); wechselte nach Tübingen, später nach Bonn; Spezialist für griechisches Epos und Tragödie, Lexikographie und Historiographie                                                                             |      |
| Reinhold Merkelbach (1918–2006)    | 1950 | 1957 | Privatdozent                  | Roman- und Mysterienforscher, wechselte 1957 als Professor nach Erlangen, 1961 nach Köln |      |
| Hans Joachim Mette (1906–1986)     | 1950 | 1974 | Ordinarius                    | 1950 Redaktor des Hamburger Projektes Lexikon des frühgriechischen Epos, 1952 umhabilitiert, 1954 außerordentlicher Professor, 1964 ordentlicher Professor, 1974 emeritiert; forschte zum griechischen Epos, zur Tragödie und Komödie, zur hellenistischen Wissenschaftsgeschichte, zum römischen Recht und zu Cicero                |      |
| Wilhelm Ax (1890–1954)             | 1953 | 1954 | Honorarprofessor              | Lehrauftrag für Sprache des römischen Rechts; Direktor des Wilhelm-Gymnasiums |      |
| Gerda Knebel (1919–1992)           | 1954 | 1984 | Professorin                   | Mitarbeiterin (seit 1952) und Redaktorin (1957–1964) des Lexikons des frühgriechischen Epos; seit 1954 Lehrbeauftragte für Klassische Philologie, 1963 Privatdozentin, 1971 Professorin |      |
| Eva-Maria Voigt (1921–2013)        | 1955 | 1983 | Professorin                   | Leiterin des Lexikons des frühgriechischen Epos |      |
| Stamatis Karatzas (1913–1986)      | 1952 | 1964 | außerplanmäßiger Professor    | erster habilitierter Vertreter der Byzantinistik und Neogräzistik; erst als Lektor, seit 1959 als apl. Prof.; wechselte als Professor nach Thessaloniki, später nach Aix-en-Provence |      |
| Walter Spoerri (1927–2016)         | 1959 | 1961 | Assistent                     | Diodor-Forscher, 1961 habilitiert; wechselte als außerordentlicher Professor an die Universität Neuchâtel |      |
| Gregor Maurach (* 1932)            | 1961 | 1967 | Privatdozent                  | Assistent von Urich Knoche, 1967 habilitiert; Plautus- und Seneca-Forscher; ging 1967 als Professor für Latein an die Universität Pretoria, später nach Braunschweig und Osnabrück |      |
| Ernst-Richard Schwinge (* 1934)    | 1961 | 1965 | Assistent                     | Sophokles-Forscher, Assistent von Hartmut Erbse; wechselte mit ihm 1965 nach Tübingen, später nach Kiel |      |
| Joseph-Hans Kühn (1911–1994)       | 1962 | 1975 | Ordinarius                    | Hesiod- und Theokrit-Forscher, Inhaber des vierten Lehrstuhls für Klassische Philologie, der 1962 als außerordentliche Professur eingerichtet und 1970 zur ordentlichen Professur erhoben wurde; nach Kühns vorzeitiger Pensionierung wurde die Stelle gestrichen                                                                    |      |
| Dieter Irmer (* 1935)              | 1963 | 2000 | Dozent                        | Mitarbeiter am Index Hippocraticus, Spezialist zum Corpus Hippocraticum und zur Demosthenes-Überlieferung |      |
| Bernd Seidensticker (* 1939)       | 1965 | 1987 | Professor                     | Tragödienforscher; Assistent, 1978 habilitiert, 1980 C2-Professor; wechselte als Lehrstuhlinhaber an die Freie Universität Berlin |      |
| Volkmar Schmidt (1933–1998)        | 1966 | 1998 | Professor                     | Assistent, 1970 Wissenschaftlicher Rat, 1971 Oberrat, 1984 Professor; langjähriger Mitarbeiter des Index Hippocraticus |      |
| Winfried Bühler (1929–2010)        | 1967 | 1991 | Ordinarius                    | Nachfolger Erbses, Leiter des Thesaurus Linguae Latinae; 1989 Stiftungsprofessor, 1991 emeritiert; Spezialist für griechische Mythologie und Parömiographie |      |
| Widu-Wolfgang Ehlers (* 1941)      | 1967 | 1989 | Professor                     | Textkritiker, Epen- und Neulateinforscher; Assistent, 1979 habilitiert, 1981 Professor, 1985–1987 Dekan des Fachbereichs Philosophie und Geschichtswissenschaften; wechselte als Lehrstuhlinhaber an die Freie Universität Berlin |      |
| Volker Langholf (* 1940)           | 1968 | 2005 | Professor                     | Mitarbeiter am Lexikon des frühgriechischen Epos, 1989–1999 Mitherausgeber des Index Hippocraticus; 1984 habilitiert, 1999 Professorentitel |      |
| Klaus Alpers (1935–2022)           | 1971 | 2000 | Professor                     | Mitarbeiter beim Thesaurus Linguae Graecae (Redaktor am Index Hippocraticus), 1971 Wissenschaftlicher Oberrat, 1977 habilitiert, 1984 Professor; Spezialist für griechische Lexikographie und etymologische Schriften der Antike |      |
| Günther Steffen Henrich (* 1938)   | 1971 | 1994 | Lektor                        | Dozent für Neugriechische Sprache und Literatur; wechselte 1994 als Professor für Byzantinistik und Neogräzistik an die Universität Leipzig |      |
| Otto Zwierlein (* 1939)            | 1971 | 1979 | Ordinarius                    | Nachfolger Knoches, Spezialist für römische Tragödie und Komödie; wechselte nach Bonn |      |
| Wilt Aden Schröder (* 1942)        | 1972 | 2007 | Professor                     | Spezialist für römische Literatur und Geschichte der Klassischen Philologie; Wissenschaftlicher Assistent, 1982 habilitiert, 1985 Professor |      |
| Walther Ludwig (* 1929)            | 1976 | 1994 | Ordinarius                    | Nachfolger Mettes, Spezialist für antikes Drama, augusteische Dichtung (Horaz, Ovid, Prudentius) und Neulatein |      |
| Athanasios Kambylis (1928–2021)    | 1979 | 1993 | Ordinarius                    | Professor für Byzantinische und Neugriechische Philologie |      |
| Dieter Harlfinger (* 1940)         | 1990 | 2005 | Ordinarius                    | Nachfolger Bühlers, Begründer des Teuchos-Zentrums; Spezialist für griechische Kodikologie und Philosophie |      |
| Joachim Dingel (* 1938)            | 1992 | 2003 | Professor                     | Spezialist für Seneca und Quintilian |      |
| Dorothee Gall (* 1953)             | 1999 | 2005 | Ordinaria                     | Nachfolgerin Ludwigs, Spezialistin für lateinische Dichtung der augusteischen Zeit und der Renaissance; wechselte nach Bonn |      |
| Johan Corthals (* 1948)            | 1981 | 2014 | Professor                     | Professor für Indogermanistik (früher Vergleichende Sprachwissenschaft), Spezialist für das Altirische |      |
| Sibylle Ihm (* 1965)               | 1992 | 2002 | Privatdozentin                | Medizinhistorikerin; Lehrbeauftragte, 1999 habilitiert, wechselte 2002 nach Leipzig, 2005 nach Göttingen |      |
| Hans Eideneier (* 1937)            | 1994 | 2002 | Ordinarius                    | Nachfolger von Kambylis, Professor für byzantinische und neugriechische Philologie |      |
| Klaus Lennartz (* 1963)            | 1994 |      | Professor                     | 1994–2000 Wissenschaftlicher Assistent, 2000–2009 Lehrkraft für besondere Aufgaben, 2007 habilitiert, seit 2009 Professor (§ 17 HmbHG); Spezialist für die Tragödie der römischen Republik, griechisch-römische Jambik und mittellateinische Literatur                                                                               |      |
| Ulrich Moennig (* 1961)            | 1995 |      | Ordinarius                    | 1995–2001 Wissenschaftlicher Assistent in Hamburg, dann Gastprofessor in Nikosia (Zypern); seit 2004 als Nachfolger Eideneiers Professor für Byzantinische und Neugriechische Philologie |      |
| Anja Wolkenhauer (* 1967)          | 2002 | 2009 | Wissenschaftliche Assistentin | Spezialistin für Naturwissenschaft in lateinischen Texten und die Rezeption der römischen Literatur und Kultur; 2009 habilitiert; wechselte als Professorin für Latinistik nach Tübingen (ernannt 2010) |      |
| Christian Brockmann (* 1960)       | 2007 |      | Ordinarius                    | Nachfolger Harlfingers, Spezialist für griechische Komödie, Philosophie (Platon) und Kodikologie |      |
| Claudia Schindler (* 1967)         | 2009 |      | Ordinaria                     | Nachfolgerin Galls, Spezialistin für lateinische Dichtung (Lehrgedicht, Panegyrik) |      |

## Lehrstuhlinhaber
Erstes Ordinariat:
1. Karl Reinhardt (1919–1923)
2. Rudolf Pfeiffer (1923–1927)
3. Ernst Kapp (1927–1937)
4. Ulrich Knoche (1939–1968)
5. Otto Zwierlein (1971–1979)

Zweites Ordinariat:
1. Otto Plasberg (1919–1924)
2. Friedrich Klingner (1925–1930)
3. Bruno Snell (1931–1959)
4. Hartmut Erbse (1960–1965)
5. Winfried Bühler (1967–1991)
6. Dieter Harlfinger (1990–2005)
7. Christian Brockmann (seit 2007)

Drittes Ordinariat:
1. Hans Joachim Mette (1964–1974)
2. Walther Ludwig (1976–1994)
3. Dorothee Gall (1999–2005)
4. Claudia Schindler (seit 2009)

Professur für Byzantinistik und Neogräzistik:
1. Athanasios Kambylis (1979–1993)
2. Hans Eideneier (1994–2002)
3. Ulrich Moennig (seit 2004)